# 巴约莱韦克
巴约莱韦克（法語：Bailleau-l'Évêque，法語發音：[bajo levɛk]）是法国厄尔-卢瓦省的一个市镇，位于该省中东部，属于沙特尔区和沙特尔城市圈公共社区。

## 地理
巴约莱韦克（48°29'19"N, 1°23'48"E）面积19.68 平方千米，位于法国中央-卢瓦尔河谷大区厄尔-卢瓦省，该省份为法国北部内陆省份，北起顺时针与厄尔省、伊夫林省、埃松省、卢瓦雷省、卢瓦-谢尔省、萨尔特省和奧恩省接壤。
与巴约莱韦克接壤的市镇（或旧市镇、城区）包括：当热、布里孔维尔、弗雷奈勒日尔梅、普瓦维利耶、莱沃、曼维利耶、阿米伊、圣欧班德布瓦、米坦维利耶-韦里尼。

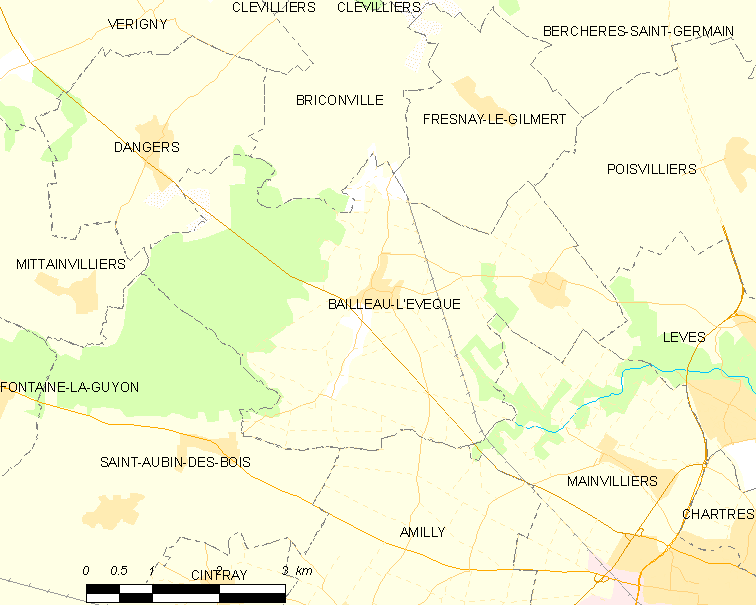
巴约莱韦克的OSM定位图

巴约莱韦克的时区为UTC+01:00、UTC+02:00（夏令时）。

## 行政
巴约莱韦克的邮政编码为28300，INSEE市镇编码为28022。

## 政治
巴约莱韦克所属的省级选区为沙特尔第三县。

## 人口

1962-2008年间巴约莱韦克人口变化图示

巴约莱韦克于2022年1月1日时的人口数量为1190人。